# Домбаровка – Оренбург
Домбаровка – Оренбург – газотранспортний коридор у Оренбурзькій області Росії.
В першій половині 1960-х років через схід Оренбурзької області пройшов газопровід Бухара – Урал, який подав блакитне паливо з Узбекистану. Одними зі споживачів цього ресурсу мали стати підприємства потужного Орсько-Новотроїцького індустріального району, в якому, зокрема, діяли Орський нафтопереробний завод, Орсько-Халіловський металургійний комбінат, Орська ТЕЦ-1, Південно-Уральський нікелевий комбінат, Новотроїцький завод хромових з’єднань. В 1964-му ввели в дію газопровід-відвід від компресорної станції «Домбарівка» до Орсько-Новотроїцької агломерації, виконаний в діаметрі 500 мм.
В подальшому від Домбарівки проклали другу нитку діаметром 720 мм, яка пройшла повз Орськ-Новотроїцьк та досягнула Мідногорська, де діяв Мідногорський мідно-сірчаний комбінат.
Невдовзі після спорудження трубопроводу Бухара — Урал на східні схили Уральського хребта також почало надходити блакитне паливо західносибірського походження (газопроводи Ігрім — Сєров — Нижній Тагіл, Північні райони Тюменської області — Урал, Уренгой — Челябінськ). Як наслідок, режим роботи північної частини системи Бухара — Урал змінився на реверсний. З іншої сторони, навколо Оренбургу почав формуватись газовий хаб, що включив Оренбурзький газопереробний завод, потужні системи західного спрямування Оренбург – Новопсков та «Союз», а також газопровід Канчурінське – Совхозне – Оренбург, який надає доступ до підземних сховищ газу. Враховуючи це, в 1977-му проклали газопровід Домбаровка – Оренбург довжиною 389 км, що виконаний в діаметрі 1220 мм та має робочий тиск 5,5 МПа. 
Домбаровка – Оренбург здатний працювати у бідирекціональному режимі і в теплий період приймає ресурс зі сходу (зокрема, для закачування в нещодавно згадані ПСГ), тоді як в холодний період блакитне паливо з оренбурзького хабу може перекачуватись у зворотньому напрямку для забезпечення споживачів на сході Оренбурзької області та передачі до газотранспортного коридору Челябінськ – Домбаровка.
Перекачування ресурсу забезпечують компресорні станції «Саракташ» та «Мєдногорськ».
В 1994-му запустили газопровід-відвід довжиною 66 км та діаметром 325 мм до розташованого на півдні Башкирії міста Ак’яр.